# みんなの飼育シリーズ ぼくのカブト・クワガタ
『みんなの飼育シリーズ ぼくのカブト・クワガタ』は、2003年6月27日にゲームボーイアドバンスのソフトとしてエム・ティー・オーから発売されたアドベンチャーゲーム。

## 概要
みんなの飼育シリーズの第3作目にあたる。
プレイヤーは7月21日から8月31日の夏休みの間、主人公を操作し、虫とり、虫を使ったバトルをしながら夏休みを過ごす。登場する虫はカブトムシが45種類、クワガタムシが55種類。2005年8月4日には「みんなのソフトシリーズ 2980」として廉価版が発売された。

## 登場人物
- 主人公
- おじいちゃん
- おばあちゃん（名前はヤエコだと思われる）
- ミキ
- さやか
- 店員のお姉さん
- 巫女さん
- ヤスオ
- ミツオ
- コージ
- ケンイチ
- ケンジ
- テキヤ三人衆
- 消防士さん
- ようむいんさん
- おまわりさん
- 先生